# Faouzia Ben Fodha
Faouzia Ben Fodha épouse Chaâr, née le 19 juillet 1963 à Tunis, est une femme politique tunisienne membre d'Al Badil Ettounsi.

## Biographie
Titulaire d'une licence en psychologie obtenue à la faculté des sciences humaines et sociales de Tunis en 1986, elle devient enseignante dans plusieurs écoles primaires. En 2013, elle devient directrice d'une école d'El Batan.
Candidate aux élections du 26 octobre 2014 en tant que tête de liste de l'Union patriotique libre dans la circonscription de la Manouba, elle est élue à l'Assemblée des représentants du peuple, avant d'en être élue deuxième vice-présidente le 4 décembre 2014.
En 2019, elle rejoint Al Badil Ettounsi tout en parrainant la candidature présidentielle de Slim Riahi, fondateur de l'Union patriotique libre.
Faouzia Ben Fodha est par ailleurs membre de l'Union tunisienne de l'agriculture et de la pêche et de l'Union régionale de la femme.
Elle est mariée et mère de trois enfants.